# Campeonato Venezuelano de Futebol de 2008/2009
O Campeonato Venezuelano de Futebol de 2008/2009 começou em 10 de agosto de 2008 com a participaçãon de 18 equipes.
O vencedor de cada um dos Torneios (Abertura 2008 e Clausura 2009) obteve o direito a uma vaga na Copa Libertadores 2010. Além destes, a seguinte equipe posicionada na Tabela Geral de pontos acumulados em toda a Temporada 2008/09 obtieve uma vaga na cupo a la Pré-Libertadores 2010. A equipe seguinte a esta obtem uma das duas vagas da Venezuela na Copa Sulamericana 2009.
As duas últimas equipes posicionadas na Tabela Acumulada da Temporada 2008/09 descem para a Segunda Divisão.

## Equipes participantes
As equipes participantes da Temporada 2008/09 de la Primera División del Fútbol Venezolano são:
| - AC Minervén - Atlético El Vigía FC - Aragua FC - Carabobo FC - Caracas FC - Deportivo Anzoátegui - Deportivo Italia - Deportivo Táchira FC - Estrella Roja |  | - Estudiantes de Mérida - Guaros de Lara - Llaneros de Guanare FC - Mineros de Guayana - Monagas SC - Portuguesa FC - UA Maracaibo - Zamora FC - Zulia FC |

## Dados dos Clubes
| Equipo                   | Ciudad         | Estadio                               | Director Tecnico                          | Marca Deportiva | Patrocinador                                          |
| ------------------------ | -------------- | ------------------------------------- | ----------------------------------------- | --------------- | ----------------------------------------------------- |
| AC Mineros               | Puerto Ordaz   | Polideportivo Cachamay                | 20px\|Venezolano José Hernández           | Mitre           | Gobierno del Estado Bolivar                           |
| AC Minervén              | Ciudad Guayana | Polideportivo Cachamay                | 20px\|Argentino Raúl Cavalieri            | Mitre           | EDELCA, Plus-Car.                                     |
| Aragua FC                | Maracay        | Estadio Olímpico Hermanos Ghersi Páez | 20px\|Venezolano Manuel Contreras         | ??              | Nestlé                                                |
| Atlético Vigía FC        | El Vigía       | Estadio Ramón "Gato" Hernández        | 20px\|Venezolano Juan Eugenio Jiménez     | Walon Sport     | ??                                                    |
| Caracas FC               | Caracas        | Estadio Olímpico de la UCV            | 20px\|Venezolano Noel Sanvicente          | Runic           | DirecTV, Diablitos Underwood, Maltín Polar, Pepsi     |
| Carabobo FC              | Valencia       | Polideportivo Misael Delgado          | 20px\|Venezolano José Luis Dolgetta       | ??              | Fundadeporte                                          |
| Deportivo Anzoátegui     | Puerto La Cruz | Estadio José Antonio Anzoátegui       | 20px\|Venezolano Daniel Farias            | Mitre           | Gobierno Revolucionario de Anzoategui                 |
| Deportivo Italia         | Caracas        | Estadio Olímpico de la UCV            | 20px\|Venezolano Eduardo Saragó           | RS21            | DirecTV, Brahma, Savoy y Herbalife                    |
| Deportivo Táchira        | San Cristóbal  | Polideportivo de Pueblo Nuevo         | 20px\|Venezolano Carlos Maldonado Piñeiro | Wilson          | Kino Táchira, Diablitos Underwood, Pepsi, Movilnet.   |
| Estrella Roja FC         | Caracas        | Estadio Brígido Iriarte               | 20px\|Venezolano Carlos María Ravel       | ??              | ??                                                    |
| Estudiantes de Mérida    | Mérida         | Estadio Metropolitano de Mérida       | 20px\|Venezolano José de Jesús Vera       | ??              | ???                                                   |
| Guaros de Lara           | Barquisimeto   | Estadio Metropolitano de Barquisimeto | 20px\|Venezolano Carlos Hernandez         | ??              | No tiene                                              |
| Llaneros de Guanare      | Guanare        | Estadio Rafael Calles Pinto           | 20px\|Venezolano Frank Pedrahita          | ??              | ??                                                    |
| Monagas Sport Club       | Maturín        | Estadio Monumental de Maturín         | 20px\|Venezolano Manuel Plasencia         | ??              | ??                                                    |
| Portuguesa FC            | Acarigua       | Estadio José Antonio Páez             | 20px\|Colombiano Eduardo Contreras        | ??              | ??                                                    |
| Unión Atlético Maracaibo | Maracaibo      | Estadio José Encarnación Romero       | 20px\|Venezolano Álvaro Valencia          | adidas          | Pepsi                                                 |
| Zamora FC                | Barinas        | Estadio La Carolina                   | 20px\|Venezolano Darío Martinez           | Wilson          | PDVSA, SENIAT, Pepsi, Movilnet, Maltin Polar, Bandes. |
| Zulia FC                 | Maracaibo      | Estadio José Encarnación Romero       | 20px\|Venezolano Alberto "Nino" Valencia  | ??              | ??                                                    |

## Torneo Apertura 2008
El Torneo Apertura 2008 fue el primer torneo de la Temporada 2008/09 en la Primera División de Venezuela. El Deportivo Italia se coronó campeón del mismo clasificándose directamente a la fase de grupos de la Copa Libertadores 2010 y obteniendo el primero de dos cupos para la final de la Temporada 2008/09 en caso de no coronarse campeón del Torneo Clausura 2009.

### Clasificación
|    | Equipo                 | PTS | JJ | JG | JE | JP | GF | GC | DG  |
| -- | ---------------------- | --- | -- | -- | -- | -- | -- | -- | --- |
| 1  | Deportivo Italia       | 36  | 17 | 10 | 6  | 1  | 22 | 11 | 11  |
| 2  | Monagas SC             | 31  | 17 | 9  | 4  | 4  | 23 | 16 | 7   |
| 3  | Caracas FC             | 30  | 17 | 9  | 3  | 5  | 29 | 20 | 9   |
| 4  | Zulia FC               | 30  | 17 | 9  | 3  | 5  | 27 | 21 | 6   |
| 5  | Deportivo Anzoátegui   | 29  | 17 | 8  | 5  | 4  | 23 | 15 | 8   |
| 6  | Deportivo Táchira FC   | 28  | 17 | 7  | 7  | 3  | 35 | 18 | 17  |
| 7  | Zamora FC              | 27  | 17 | 8  | 3  | 6  | 22 | 17 | 5   |
| 8  | Llaneros de Guanare FC | 25  | 17 | 7  | 4  | 6  | 15 | 18 | -3  |
| 9  | Aragua FC              | 24  | 17 | 7  | 3  | 7  | 22 | 21 | 1   |
| 10 | AC Minervén            | 23  | 17 | 7  | 2  | 8  | 24 | 24 | 0   |
| 11 | Atlético El Vigía FC   | 22  | 17 | 5  | 7  | 5  | 21 | 21 | 0   |
| 12 | Mineros de Guayana     | 21  | 17 | 6  | 3  | 8  | 18 | 24 | -6  |
| 13 | UA Maracaibo           | 20  | 17 | 6  | 2  | 9  | 22 | 25 | -3  |
| 14 | Carabobo FC            | 20  | 17 | 5  | 5  | 7  | 19 | 24 | -5  |
| 15 | Estudiantes de Mérida  | 19  | 17 | 6  | 1  | 10 | 22 | 28 | -6  |
| 16 | Estrella Roja FC       | 15  | 17 | 3  | 6  | 8  | 15 | 23 | -8  |
| 17 | Portuguesa             | 12  | 17 | 3  | 3  | 11 | 15 | 36 | -21 |
| 18 | Guaros de Lara FC      | 10  | 17 | 1  | 7  | 9  | 13 | 25 | -12 |

Leyenda: PTS (Puntos), JJ (Juegos jugados), JG (Juegos Ganados), JE (Juegos Empatados), JG (Juegos Perdidos), GF (Goles a Favor), GC (Goles en Contra), DG (Diferencia de Goles).

## Datos del Apertura
CAMPEON  Deportivo Italia
- Equipo Menos Goleado: Deportivo Italia En 17 juegos recibieron 11 Goles
- Equipo Mas Goleado: Portuguesa en 17 juegos recibio 36 Goles
- Equipo Mas Ofensivo: Deportivo Tachira en 17 juegos anotaron 35 Goles
- Equipo Menos Ofensivo: Guaros de Lara en 17 juegos anotaron 13 Goles
- Mejor Delantero: Armando Maita en 17 juegos anoto 12 goles
- Mejor Arquero: Alan Liebeskind en 17 juegos recibio 11 goles
- Equipo Mas Ganador: Deportivo Italia 17 juegos - 10 Ganados
- Equipo Peor Ganador: Guaros de Lara 17 juegos - 1 Ganado
- Equipo Mas Perdedor: Portuguesa 17 juegos - 11 perdidos
- Equipo Menos Perdedor: Deportivo Italia 17 juegos - 1 Perdido

### Top 5 Goleadores Del Apertura
| Jugador | Jugador                    | Jugador           | Goles | Equipo             |
| ------- | -------------------------- | ----------------- | ----- | ------------------ |
| 1       | 20px\|Bandera de Venezuela | Armando Maita     | 12    | Monagas Sport Club |
| 2       | 20px\|Bandera de Venezuela | Daniel Arismendi  | 11    | UA Maracaibo       |
|         | 20px\|Bandera de Colombia  | Leandro Vargas    | 11    | Minerven           |
| 4       | 20px\|Bandera de Venezuela | Heatklif Castillo | 10    | Aragua             |
| 5       | 20px\|Bandera de Venezuela | Richard Blanco    | 8     | Estrella Roja      |

## Torneo Clausura 2009
El Torneo Clausura 2009 es el segundo torneo de la temporada 2008/09 en la Primera División de Venezuela. El Caracas FC se coronó campeón del mismo clasificándose directamente a la fase de grupos de la Copa Libertadores 2010 y obteniendo el segundo de dos cupos para la final de la Temporada 2008/09.

### Clasificación
|    | Equipo                 | PTS | JJ | JG | JE | JP | GF | GC | DG  |
| -- | ---------------------- | --- | -- | -- | -- | -- | -- | -- | --- |
| 1  | Caracas FC             | 37  | 17 | 11 | 4  | 2  | 32 | 15 | 17  |
| 2  | Deportivo Táchira FC   | 36  | 17 | 10 | 6  | 1  | 29 | 15 | 14  |
| 3  | Estudiantes de Mérida  | 33  | 17 | 10 | 3  | 4  | 27 | 19 | 8   |
| 4  | Zamora FC              | 31  | 17 | 8  | 7  | 2  | 29 | 19 | 10  |
| 5  | Guaros de Lara FC      | 30  | 17 | 9  | 3  | 5  | 19 | 18 | 1   |
| 6  | Llaneros de Guanare FC | 27  | 17 | 7  | 6  | 4  | 22 | 17 | 5   |
| 7  | Mineros de Guayana     | 24  | 17 | 7  | 3  | 7  | 18 | 19 | -1  |
| 8  | Zulia FC               | 23  | 17 | 6  | 5  | 6  | 24 | 21 | 3   |
| 9  | Deportivo Italia       | 20  | 17 | 4  | 8  | 5  | 22 | 19 | 3   |
| 10 | Portuguesa FC          | 20  | 17 | 5  | 5  | 7  | 18 | 21 | -3  |
| 11 | Monagas SC             | 19  | 17 | 4  | 7  | 6  | 19 | 21 | -2  |
| 12 | Deportivo Anzoátegui   | 18  | 17 | 4  | 6  | 7  | 21 | 20 | 1   |
| 13 | AC Minervén            | 18  | 17 | 4  | 6  | 7  | 17 | 27 | -10 |
| 14 | Estrella Roja FC       | 17  | 17 | 4  | 5  | 8  | 17 | 26 | -9  |
| 15 | Atlético El Vigía FC   | 15  | 17 | 3  | 6  | 8  | 18 | 25 | -7  |
| 16 | UA Maracaibo           | 15  | 17 | 4  | 3  | 10 | 17 | 26 | -9  |
| 17 | Aragua FC              | 14  | 17 | 2  | 8  | 7  | 15 | 22 | -7  |
| 18 | Carabobo FC            | 14  | 17 | 3  | 5  | 9  | 17 | 31 | -14 |

Leyenda: PTS (Puntos), JJ (Juegos jugados), JG (Juegos Ganados), JE (Juegos Empatados), JG (Juegos Perdidos), GF (Goles a Favor), GC (Goles en Contra), DG (Diferencia de Goles).

### Top 5 Goleadores Del Clausura
| Jugador | Jugador                    | Jugador           | Goles | Equipo      |
| ------- | -------------------------- | ----------------- | ----- | ----------- |
| 1       | 20px\|Bandera de Venezuela | Juan García       | 14    | Zamora FC   |
| 2       | 20px\|Bandera de Colombia  | Freddys Arrieta   | 7     | Zulia FC    |
|         | 20px\|Bandera de Colombia  | Amir Buelvas      | 7     | Zulia FC    |
|         | 20px\|Bandera de Venezuela | Charlys Ortiz     | 7     | AC Minervén |
|         | 20px\|Bandera de Venezuela | Heatklif Castillo | 7     | Aragua FC   |

## Final
Predefinição:Partidos
Predefinição:Partidos
| 1          | Juego de Ida | 1                |
| Caracas FC |              | Deportivo Italia |

| CARACAS F.C.:     |                   |          |          |
|                   | Vega (P)          |          |          |
|                   | Bastardo (sub-20) |          |          |
|                   | Barone            | 10px 46' |          |
|                   | Rey 10px\|Capitán | 10px 49' |          |
|                   | Cichero           |          |          |
|                   | Jiménez           | 10px 38' | 10px 53' |
|                   | Lucena            |          |          |
|                   | Figueroa          |          | 10px 55' |
|                   | Gómez             | 10px 41' |          |
|                   | Rentería          |          | 10px 72' |
|                   | Castellín         |          |          |
| Suplentes:        |                   |          |          |
|                   | Escobar           |          | 10px 53' |
|                   | Guerra            |          | 10px 55' |
|                   | Prieto            |          | 10px 72' |
| Director Tecnico: |                   |          |          |
| Noel Sanvicente   |                   |          |          |

| DEPORTIVO ITALIA: |                        |          |          |
|                   | Liebeskind (P)         |          |          |
|                   | Andreutti              |          | 10px 53' |
|                   | Sánchez                | 10px 81' |          |
|                   | Maidana                |          |          |
|                   | Diez                   |          |          |
|                   | Morales                | 10px 33' |          |
|                   | Guerrero (sub-20)      |          | 10px 53' |
|                   | Suanno                 |          | 10px 72' |
|                   | Martínez               |          |          |
|                   | Cásseres 10px\|Capitán |          |          |
|                   | Blanco                 |          |          |
| Suplentes:        |                        |          |          |
|                   | Camacho (sub-20)       |          | 10px 53' |
|                   | Pol                    | 10px 71' | 10px 53' |
|                   | Lobo                   |          | 10px 72' |
| Director Técnico: |                        |          |          |
| Eduardo Saragó    |                        |          |          |

| CARACAS F.C.:     |                   |          |          |
|                   | Vega (P)          |          |          |
|                   | Bastardo (sub-20) |          |          |
|                   | Barone            | 10px 46' |          |
|                   | Rey 10px\|Capitán | 10px 49' |          |
|                   | Cichero           |          |          |
|                   | Jiménez           | 10px 38' | 10px 53' |
|                   | Lucena            |          |          |
|                   | Figueroa          |          | 10px 55' |
|                   | Gómez             | 10px 41' |          |
|                   | Rentería          |          | 10px 72' |
|                   | Castellín         |          |          |
| Suplentes:        |                   |          |          |
|                   | Escobar           |          | 10px 53' |
|                   | Guerra            |          | 10px 55' |
|                   | Prieto            |          | 10px 72' |
| Director Tecnico: |                   |          |          |
| Noel Sanvicente   |                   |          |          |

| DEPORTIVO ITALIA: |                        |          |          |
|                   | Liebeskind (P)         |          |          |
|                   | Andreutti              |          | 10px 53' |
|                   | Sánchez                | 10px 81' |          |
|                   | Maidana                |          |          |
|                   | Diez                   |          |          |
|                   | Morales                | 10px 33' |          |
|                   | Guerrero (sub-20)      |          | 10px 53' |
|                   | Suanno                 |          | 10px 72' |
|                   | Martínez               |          |          |
|                   | Cásseres 10px\|Capitán |          |          |
|                   | Blanco                 |          |          |
| Suplentes:        |                        |          |          |
|                   | Camacho (sub-20)       |          | 10px 53' |
|                   | Pol                    | 10px 71' | 10px 53' |
|                   | Lobo                   |          | 10px 72' |
| Director Técnico: |                        |          |          |
| Eduardo Saragó    |                        |          |          |

| 0                | Juego de Vuelta | 5          |
| Deportivo Italia |                 | Caracas FC |

| DEPORTIVO ITALIA: |                        |      |          |
|                   | Liebeskind (P)         |      |          |
|                   | Andreutti              |      | 10px 37' |
|                   | Sánchez                | 10px |          |
|                   | Maidana                |      |          |
|                   | Diez                   | 10px |          |
|                   | Morales                | 10px |          |
|                   | Guerrero (sub-20)      |      |          |
|                   | Suanno                 |      | 10px 59' |
|                   | Martínez               |      |          |
|                   | Cásseres 10px\|Capitán |      |          |
|                   | Conocchiari            |      | 10px 65' |
| Suplentes:        |                        |      |          |
|                   | Blanco                 |      | 10px 37' |
|                   | Pol                    |      | 10px 59' |
|                   | Lobo                   |      | 10px 65' |
| Director Técnico: |                        |      |          |
| Eduardo Saragó    |                        |      |          |

| CARACAS FC:       |                    |      |          |
|                   | Vega (P)           |      |          |
|                   | Bastardo (sub-20)  |      |          |
|                   | Barone             | 10px |          |
|                   | Rey                |      |          |
|                   | Cichero            |      |          |
|                   | Lucena             |      |          |
|                   | Vera 10px\|Capitán |      |          |
|                   | Guerra             |      | 10px 81' |
|                   | Escobar            | 10px | 10px 75' |
|                   | Valoyes            |      |          |
|                   | Castellín          | 10px | 10px 79' |
| Suplentes:        |                    |      |          |
|                   | Figueroa           |      | 10px 75' |
|                   | Uribe (sub-20)     |      | 10px 79' |
|                   | Gómez              |      | 10px 81' |
| Director Tecnico: |                    |      |          |
| Noel Sanvicente   |                    |      |          |

| DEPORTIVO ITALIA: |                        |      |          |
|                   | Liebeskind (P)         |      |          |
|                   | Andreutti              |      | 10px 37' |
|                   | Sánchez                | 10px |          |
|                   | Maidana                |      |          |
|                   | Diez                   | 10px |          |
|                   | Morales                | 10px |          |
|                   | Guerrero (sub-20)      |      |          |
|                   | Suanno                 |      | 10px 59' |
|                   | Martínez               |      |          |
|                   | Cásseres 10px\|Capitán |      |          |
|                   | Conocchiari            |      | 10px 65' |
| Suplentes:        |                        |      |          |
|                   | Blanco                 |      | 10px 37' |
|                   | Pol                    |      | 10px 59' |
|                   | Lobo                   |      | 10px 65' |
| Director Técnico: |                        |      |          |
| Eduardo Saragó    |                        |      |          |

| CARACAS FC:       |                    |      |          |
|                   | Vega (P)           |      |          |
|                   | Bastardo (sub-20)  |      |          |
|                   | Barone             | 10px |          |
|                   | Rey                |      |          |
|                   | Cichero            |      |          |
|                   | Lucena             |      |          |
|                   | Vera 10px\|Capitán |      |          |
|                   | Guerra             |      | 10px 81' |
|                   | Escobar            | 10px | 10px 75' |
|                   | Valoyes            |      |          |
|                   | Castellín          | 10px | 10px 79' |
| Suplentes:        |                    |      |          |
|                   | Figueroa           |      | 10px 75' |
|                   | Uribe (sub-20)     |      | 10px 79' |
|                   | Gómez              |      | 10px 81' |
| Director Tecnico: |                    |      |          |
| Noel Sanvicente   |                    |      |          |

Caracas FC

Campeón

[[Archivo:Star*.svg|35px|Primera División Venezolana 1991/92]]
[[Archivo:Star*.svg|35px|Primera División Venezolana 1993/94]]
[[Archivo:Star*.svg|35px|Primera División Venezolana 1994/95]]
[[Archivo:Star*.svg|35px|Primera División Venezolana 1996/97]]
[[Archivo:Star*.svg|35px|Primera División Venezolana 2000/01]]
[[Archivo:Star*.svg|35px|Primera División Venezolana 2002/03]]
[[Archivo:Star*.svg|35px|Primera División Venezolana 2003/04]]
[[Archivo:Star*.svg|35px|Primera División Venezolana 2005/06]]
[[Archivo:Star*.svg|35px|Primera División Venezolana 2006/07]]
[[Archivo:Star*.svg|35px|Primera División Venezolana 2008/09]]

## Acumulada

### Clasificación
| Pos | Equipo                 | Pts | JJ | JG | JE | JP | GF | GC | Dif | Competición                |
| --- | ---------------------- | --- | -- | -- | -- | -- | -- | -- | --- | -------------------------- |
| 1   | Caracas FC             | 67  | 34 | 20 | 7  | 7  | 61 | 35 | 26  | Copa Libertadores 2010     |
| 2   | Deportivo Táchira      | 64  | 34 | 17 | 13 | 4  | 64 | 33 | 31  | Pre Copa Libertadores 2010 |
| 3   | Zamora FC              | 58  | 34 | 16 | 10 | 8  | 51 | 36 | 15  | Pre Copa Sudamericana 2009 |
| 4   | Deportivo Italia       | 56  | 34 | 14 | 14 | 6  | 44 | 30 | 14  | Copa Libertadores 2010     |
| 5   | Zulia FC               | 53  | 34 | 15 | 8  | 11 | 51 | 42 | 9   |                            |
| 6   | Llaneros de Guanare FC | 52  | 34 | 14 | 10 | 10 | 37 | 35 | 2   |                            |
| 7   | Estudiantes de Mérida  | 52  | 34 | 16 | 4  | 14 | 49 | 47 | 2   |                            |
| 8   | Monagas SC             | 50  | 34 | 13 | 11 | 10 | 42 | 37 | 5   |                            |
| 9   | Deportivo Anzoátegui * | 47  | 34 | 12 | 11 | 11 | 44 | 35 | 9   | Copa Sudamericana 2009     |
| 10  | Mineros de Guayana     | 45  | 34 | 13 | 6  | 15 | 36 | 43 | -7  |                            |
| 11  | AC Minervén**          | 41  | 34 | 11 | 8  | 15 | 41 | 51 | -10 | Descenso                   |
| 12  | Guaros de Lara FC      | 40  | 34 | 10 | 10 | 14 | 32 | 43 | -11 |                            |
| 13  | Aragua FC              | 38  | 34 | 9  | 11 | 14 | 37 | 43 | -6  |                            |
| 14  | Atlético El Vigía FC   | 37  | 34 | 8  | 13 | 13 | 39 | 46 | -7  |                            |
| 15  | UA Maracaibo**         | 35  | 34 | 10 | 5  | 19 | 39 | 51 | -12 | Descenso                   |
| 16  | Carabobo FC            | 34  | 34 | 8  | 10 | 16 | 36 | 55 | -19 |                            |
| 17  | Estrella Roja FC       | 32  | 34 | 7  | 11 | 16 | 32 | 49 | -17 | Descenso                   |
| 18  | Portuguesa             | 32  | 34 | 8  | 8  | 18 | 33 | 57 | -24 | Descenso                   |

* El Deportivo Anzoátegui se encuentra clasificado a la Copa Sudamericana 2009 al haberse coronado campeón de la Copa Venezuela 2008
**El AC Minervén deciende  a la segunda division por haber incumplido compromisos en sus filiales divisiones sub17 y sub 20
**El UA Maracaibo Desaparece del Primera division por problemas Economicos
Leyenda: PTS (Puntos), JJ (Juegos jugados), JG (Juegos Ganados), JE (Juegos Empatados), JG (Juegos Perdidos), GF (Goles a Favor), GC (Goles en Contra), DG (Diferencia de Goles).
|  | |
|  | Clasifica para la Copa Libertadores 2010 por haber salido campeón del Torneo Apertura 2008 #4 y en el Torneo Clausura 2009 #1. |
|  | Clasifica para la Pre Copa Libertadores 2010 #2                                                                                |
|  | Clasifica para la Copa Sudamericana 2009 Por haber Salido Campeon de Copa Venezuela de Fútbol 2008 #9                          |
|  | Clasifica para la Copa Sudamericana 2009 Mejor puntaje de Temporada 2008/09 #3                                                 |
|  | Desciende a la Segunda División                                                                                                |

## Equipos que Asciende a la Primera division
| Nombre           | Estado        | Estadio            | Capacidad |
| ---------------- | ------------- | ------------------ | --------- |
| Centro Ítalo FC  | 20px Caracas  | Brígido Iriarte    | 15.000    |
| Real Esppor Club | 20px Caracas  | Brígido Iriarte    | 15.000    |
| Yaracuyanos FC   | 20px Yaracuy  | Florentino Oropeza | 10.000    |
| Trujillanos FC   | 20px Trujillo | José Alberto Pérez | 14.000    |

### Top Maximos Goleadores
Primera División Venezolana 2008/09
| Jugador | Jugador                    | Jugador           | Goles | Equipo                                       |
| ------- | -------------------------- | ----------------- | ----- | -------------------------------------------- |
| 1       | 20px\|Bandera de Venezuela | Heatklif Castillo | 17    | Aragua FC                                    |
|         | 20px\|Bandera de Venezuela | Daniel Arismendi  | 17    | UA Maracaibo (11) y Deportivo Táchira FC (6) |
| 3       | 20px\|Bandera de Venezuela | Armando Maita     | 15    | Monagas SC                                   |
|         | 20px\|Bandera de Venezuela | Juan García       | 15    | Zamora FC                                    |
| 5       | 20px\|Bandera de Venezuela | Alexander Rondón  | 14    | Deportivo Anzoátegui                         |
|         | 20px\|Bandera de Colombia  | Andrés Buelvas    | 14    | Atlético El Vigía FC                         |

### Resultados
Resultados "oficiales" del Torneo Apertura (A) y el Torneo Clausura (C) de la Primera División Venezolana de Fútbol 2008/09. Las filas corresponden a los juegos de local mientras que las columnas corresponden a los juegos de visitante de cada uno de los equipos. Los resultados en color azul corresponden a victoria del equipo local, rojo a victoria visitante y amarillo a empate.
| 2008/09 Actualizado: 1 de março, 2009 | CCS     | TAC     | ANZ     | UAM     | GUA     | ITA     | ZAM     | POR     | LLA     | ARA     | MIN     | MON     | CBO     | VIG     | EST     | ROJ     | ZUL     | ACM     |
| Caracas FC                            |         | 0-0 (A) | 3-1 (C) | 3-0 (C) | 1-1 (A) | 0-2 (A) | 2-0 (A) | 2-1 (C) | 2-0 (C) | 2-1 (A) | 0-0 (C) | 0-2 (A) |         |         | 3-0 (A) | 3-2 (C) | 0-2 (A) |         |
| Deportivo Táchira FC                  |         |         | 3-2 (C) | 0-1 (A) |         | 1-0 (C) | 1-1 (C) | 9-2 (A) | 1-1 (A) |         | 0-1 (A) | 1-0 (C) |         | 1-1 (A) |         | 3-2 (A) | 5-2 (A) | 4-0 (A) |
| Deportivo Anzoátegui                  | 3-1 (A) | 2-4 (A) |         | 2-0 (C) | 3-1 (A) | 4-0 (A) | 2-1 (A) | 4-0 (C) | 0-0 (C) | 1-1 (A) | 0-2 (C) | 0-0 (A) | 1-0 (A) |         | 2-0 (A) |         |         |         |
| UA Maracaibo                          | 2-1 (A) | 0-1 (C) | 1-2 (A) |         | 2-1 (A) | 2-2 (C) | 0-1 (A) |         | 0-1 (A) | 2-3 (A) |         | 3-2 (A) | 2-1 (A) |         |         |         |         | 3-0 (A) |
| Guaros de Lara                        | 1-4 (C) | 2-2 (A) |         | 1-0 (C) |         | 0-0 (A) |         | 1-0 (A) | 1-0 (C) |         | 1-1 (A) |         |         | 1-1 (A) | 1-3 (A) | 3-3 (A) | 0-1 (A) |         |
| Deportivo Italia                      | 0-0 (C) | 1-0 (A) | 1-1 (C) | 1-0 (A) | 1-2 (C) |         | 1-1 (C) | 1-1 (A) | 1-0 (A) |         | 2-0 (A) | 2-0 (C) |         | 2-0 (A) | 1-0 (A) | 1-1 (A) | 2-2 (A) |         |
| Zamora FC                             | 1-3 (C) | 0-1 (A) | 0-0 (C) | 3-2 (C) | 2-0 (A) | 0-1 (A) |         | 5-3 (C) | 0-0 (C) | 1-2 (A) | 3-0 (A) | 2-2 (A) | 3-0 (C) | 3-1 (C) | 2-0 (A) | 2-0 (A) | 2-0 (A) | 2-2 (C) |
| Portuguesa FC                         | 0-3 (A) |         | 1-0 (A) | 1-1 (A) | 0-0 (C) |         | 1-2 (A) |         | 0-1 (A) | 2-1 (A) |         | 1-2 (A) | 1-0 (A) |         | 1-0 (C) |         |         | 0-2 (A) |
| Llaneros de Guanare FC                | 1-4 (A) |         | 0-1 (A) |         | 0-0 (A) | 1-1 (C) | 0-1 (A) | 2-1 (C) |         | 2-0 (A) |         | 1-0 (A) | 1-1 (A) |         |         |         |         | 2-1 (A) |
| Aragua FC                             | 1-2 (C) | 0-0 (A) | Post.   |         | 1-0 (A) | 0-2 (A) |         |         | 1-2 (C) |         | 2-0 (A) | 2-3 (A) |         |         | 4-1 (A) | 1-0 (A) | 1-1 (A) |         |
| Mineros de Guayana                    | 1-2 (A) | 1-5 (C) | 1-1 (A) | 3-1 (A) |         |         |         | 2-1 (A) | 1-1 (A) | 3-1 (C) |         |         | 3-0 (A) | 1-0 (A) | 2-2 (C) |         | 1-0 (C) | 2-1 (A) |
| Monagas SC                            | 1-1 (C) | 1-1 (A) | 2-0 (C) | 0-1 (C) | 2-1 (A) | 0-0 (A) | 3-2 (C) | 0-0 (C) | 2-1 (C) |         | 1-0 (A) |         |         | 1-0 (A) | 1-0 (A) | 2-0 (A) | 2-0 (A) | 1-1 (C) |
| Carabobo FC                           | 2-4 (A) | 1-1 (A) |         | 0-3 (C) | 1-0 (A) | 2-2 (A) | 1-1 (A) |         |         | 1-3 (A) |         | 2-1 (A) |         | 1-1 (C) | 3-1 (A) | 1-2 (C) | 1-0 (A) |         |
| Atlético El Vigía FC                  | 2-2 (A) | 1-0 (C) | 1-0 (A) | 2-2 (A) |         | 2-2 (C) | 2-2 (A) | 2-0 (A) | 3-1 (A) | 1-0 (A) |         |         | 0-2 (A) |         |         |         |         | 2-2 (A) |
| Estudiantes de Mérida                 | 2-1 (C) | 1-3 (A) | 2-1 (C) | 3-1 (A) | 0-1 (C) |         |         | 4-1 (A) | 0-1 (A) | 2-0 (C) | 3-0 (A) |         |         | 2-1 (A) |         | 1-0 (A) | 2-2 (A) | 3-0 (C) |
| Estrella Roja                         | 0-2 (A) | 1-1 (C) | 0-0 (A) | 1-0 (A) |         |         | 0-0 (C) | 2-2 (A) | 1-2 (A) |         | 2-1 (A) | 1-1 (C) | 1-1 (A) | 1-1 (A) |         |         |         | 1-0 (A) |
| Zulia FC                              | 2-0 (C) |         | 2-0 (A) | 2-1 (A) | 1-0 (C) |         |         | 3-1 (A) | 3-0 (A) | 4-2 (C) | 3-1 (A) |         | 2-2 (C) | 1-2 (A) |         | 1-0 (A) |         | 2-1 (A) |
| AC Minervén                           | 1-2 (A) | 0-1 (C) | 1-1 (A) | 0-1 (C) | 2-0 (A) | 1-3 (A) | 3-0 (A) |         |         | 2-0 (A) |         | 3-1 (A) | 2-0 (A) | 1-1 (C) | 2-1 (A) |         |         |         |
|                                       | CCS     | TAC     | ANZ     | UAM     | GUA     | ITA     | ZAM     | POR     | LLA     | ARA     | MIN     | MON     | CBO     | VIG     | EST     | ROJ     | ZUL     | ACM     |